# Puebloindianere
Puebloindianere er en fællesbetegnelse for en gruppe indianske folk i det sydvestlige USA (New Mexico, Arizona og Texas) som er kendetegnet ved en tradition for majs-landbrug og faste bosættelser i "puebloer" (landsbyer) med huse bygget af adobe (ubrændte mursten). Deres religion inkluderer troen på omkring 400 forskellige kachinaer, åndevæsner relateret til forskellige aspekter af naturen og som repræsenteres af dansere i ceremonier, og af små rituelle dukker. De bruger også underjordiske kiva bygninger til ceremonier og politiske møder.  De er organiseret i exogame klaner og klanmedlemsskab arves gennem moderen.
Betegnelsen "Pueblo", der betyder "landsby" på spansk, opstod med opdagelsesrejsende, der omtalte deres specielle boliger. Navajo folket, som nu bor i dele af det tidligere Pueblo-område, henviser til de tidligere beboere som "Anaasází", et eksonym, der betyder "forfædrene, vore fjender", selv om det nu bliver brugt som "tidligere folk", eller "de fortidige".

## Oversigt over Pueblofolk
Keres-talende puebloer:
- Acoma Pueblo
- Cochiti Pueblo
- Laguna Pueblo
- San Felipe Pueblo
- Santa Ana Pueblo
- Zia Pueblo
- Kewa Pueblo

Tiwa/tewa/towa-talende puebloer:
- Isleta Pueblo (Tiwa)
- Jemez Pueblo (Towa)
- Nambe Pueblo (Tewa)
- Ohkay Owingeh Pueblo (Tewa)
- Picuris Pueblo (Tiwa)
- Pojoaque Pueblo, (Tewa)
- Sandia Pueblo, (Tiwa)
- San Ildefonso Pueblo, (Tewa)
- Santa Clara Pueblo, (Tewa)
- Taos Pueblo (Tiwa)
- Tesuque Pueblo (Tewa)
- Ysleta del Sur Pueblo, El Paso, Texas — oprindeligt (Tiwa).

Zuni-talende puebloer:
- Zuni Pueblo

Hopi-talende puebloer:
- Hopi Tribe Nevada-Kykotsmovi

## Oprindelse
Nutidens Puebloindianere stammer formentlig fra de såkaldte Anasazi, Hohokam og Mogollón kulturer der beboede området for 2000 år siden. Disse tidlige pueblokulturer byggede deres byer i klippesiderne, for eksempel i Chaco Canyon.

## Kolonitid
Deres første kontakt med europæere var med Spanske kolonister i det 16 århundrede, Spanierne oprettede missioner og prøvede at samle indianerne i missionsdistrikter. I 1680 udførte Pueblo indianere under ledelse af Popé et stort og succesfuldt oprør imod Spanierne.
Under den spanske nedkæmpning af oprøret senere flygtede nogle puebloer nok til den eneste husblok bygget af dem i Kansas, El Cuartelejo.
Den spanske hær fik til tider støtte af pueblohjælpestyrker, som f.eks. brugt af Pedro de Villasur i 1720 og vist på Segesser I og II skindmalerierne.

## Sprog
Puebloindianere taler sprog fra fire forskellige sprogfamilier Keresanske sprog, Tanoanske sprog, Hopi (Uto-Aztekiske sprog) og Zuni sproget. Da de forskellige pueblosprog har eksisteret sammen i mange tusinde år har de påvirket hinanden så de i dag udgør et sprogområde, eller Sprachbund, med adskillige fællestræk.